# Luis Miguel Escalada
Luis Miguel Escalada (Ceres, 27 febbraio 1986) è un ex calciatore argentino, di ruolo attaccante.

## Palmarès

### Club

#### Competizioni nazionali
- Campionato argentino: 3

Boca Juniors: Apertura 2005, Clausura 2006, Apertura 2008

#### Competizioni internazionali
- Coppa Libertadores: 1

Boca Juniors: 2007
- Recopa Sudamericana: 2

Boca Juniors: 2006, 2008

#### Competizioni giovanili
- Trofeo Dossena: 1

Boca Juniors: 2003

### Individuale
- Capocannoniere del campionato ecuadoriano: 1

2006 (29 reti)